# Paweł Althamer

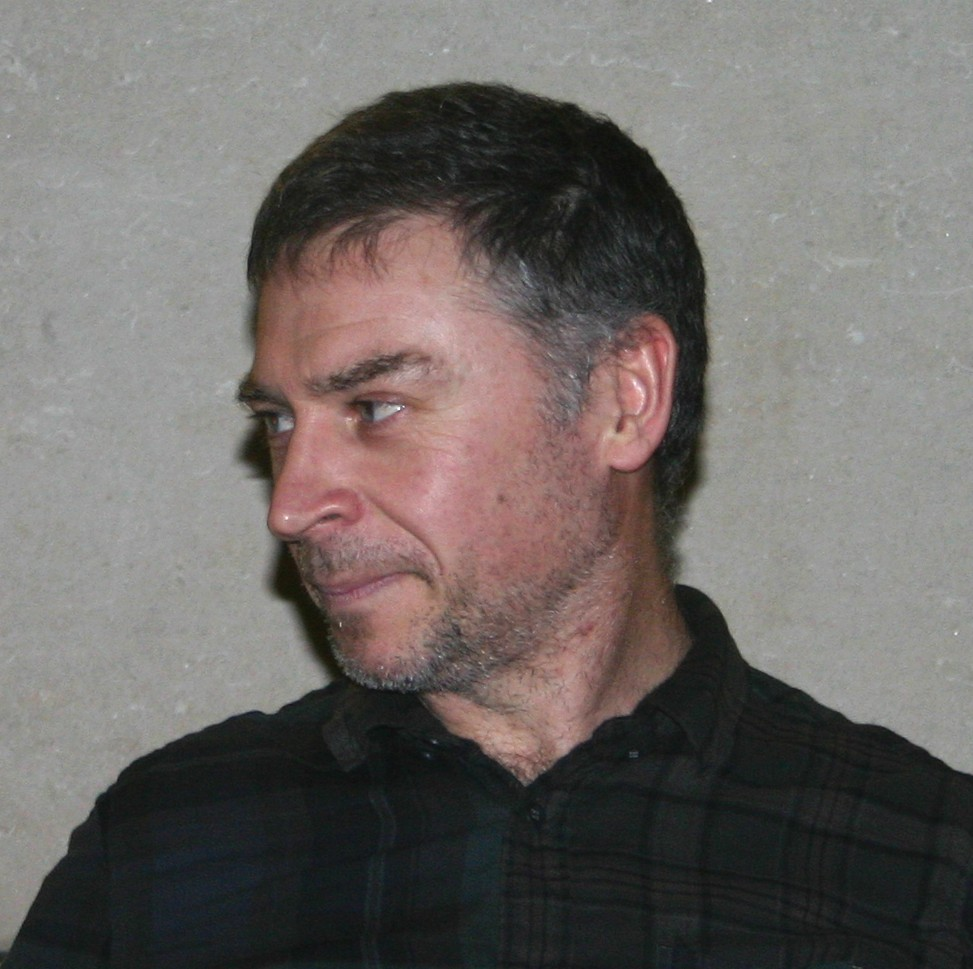
Paweł Althamer in 2012

Paweł Althamer (1967) is een hedendaagse Poolse beeldhouwer en performancekunstenaar. Hij nam in 2000 deel aan de derde editie van Manifesta in Ljubljana. In 2004 won hij The Vincent Award.
Een van Althamers bekendste werken is Balloon. Balloon is een grote, zwevende, naakte mannenfiguur die Althamer zelf voorstelt.
In Nederland bevindt zich werk van Althamer onder andere in het Bonnefantenmuseum in Maastricht, waar hij in 2004 een solotentoonstelling had.